# همجنس‌گرایی در دوران پهلوی
در دوران حکومت پهلوی (۱۹۲۵–۱۹۷۹)، همجنس‌گرایی به طور رسمی در قوانین مدنی ایران جرم‌انگاری نشده بود، اما رفتارهای مرتبط با آن تحت عناوینی مانند «اعمال منافی عفت» و «فساد اخلاقی» قابل پیگرد قانونی بود. طبق قانون مجازات عمومی ایران مصوب ۱۳۰۴ خورشیدی، اعمالی که بر خلاف عفت عمومی تلقی می‌شدند، می‌توانستند منجر به مجازات‌هایی همچون زندان، شلاق یا تبعید شوند.
اگرچه قانون مستقیمی علیه گرایش جنسی یا هویت جنسیتی وجود نداشت، ولی نیروهای امنیتی مانند ساواک در برخی موارد افرادی که به «فساد اخلاقی» یا «رفتار غیراخلاقی» متهم می‌شدند را بازداشت یا مجبور به تبعید می‌کردند. این اقدامات غالباً بدون محاکمه رسمی انجام می‌شد و هدف از آن حفظ ظاهر عمومی و ارزش‌های سنتی جامعه بود.

## مقدمه
وضعیت حقوقی افراد ال‌جی‌بی‌تی در دوره پهلوی ، شامل بررسی دیدگاه قانونی و اجتماعی حکومت پهلوی (۱۳۰۴–۱۳۵۷) نسبت به گرایش‌های جنسی و هویت‌های جنسیتی است. در این دوران، همجنس‌گرایی به صورت مستقیم در قوانین جرم‌انگاری نشده بود، اما رفتارهای مرتبط با آن تحت عنوان‌هایی مانند «اعمال منافی عفت» و «فساد اخلاقی» قابل تعقیب و مجازات بود .

## پیش‌زمینه
با آغاز حکومت پهلوی و تلاش برای مدرن‌سازی جامعه ایران، قوانین جدیدی بر مبنای حقوق مدنی و جنایی تدوین شد. با این حال، بسیاری از ارزش‌های سنتی درباره رفتارهای جنسی در جامعه باقی ماند و حکومت همچنان رفتارهای غیرمتعارف جنسی را با شدت سرکوب می‌کرد.

## قوانین مرتبط
در قانون مجازات عمومی مصوب ۱۳۰۴ خورشیدی، به طور خاص اشاره‌ای به همجنس‌گرایی نشده بود، اما اعمالی که «منافی عفت عمومی» تلقی می‌شدند، می‌توانستند جرم محسوب شوند و مجازات‌هایی مانند زندان، شلاق یا تبعید به دنبال داشتند.

## برخوردهای اجتماعی و امنیتی
در دوره پهلوی، علاوه بر برخوردهای قضایی، نهادهای امنیتی مانند ساواک نسبت به رفتارهای غیراخلاقی حساسیت ویژه‌ای داشتند. گزارش‌هایی از بازداشت، بازجویی، فشار اجتماعی و در برخی موارد تبعید افراد به دلیل اتهام به رفتارهای همجنس‌گرایانه وجود دارد.

## تحقیقات و منابع تاریخی
مطالعات تاریخی نشان می‌دهد که هرچند سیاست رسمی حکومت پهلوی نسبت به مسائل جنسی سکوت بیشتری داشت نسبت به حکومت‌های بعدی، اما فشارهای اجتماعی و مذهبی مانع از پذیرش علنی گرایش‌های جنسی متنوع بود.

## تاثیرات بلندمدت
سرکوب اجتماعی و قانونی در دوران پهلوی زمینه‌های فرهنگی و اجتماعی‌ای ایجاد کرد که پس از انقلاب ۱۳۵۷ شدت بیشتری یافت و به جرم‌انگاری شدیدتر و حتی مجازات اعدام برای همجنس‌گرایی در جمهوری اسلامی منجر شد.